# Rikard Nordraak

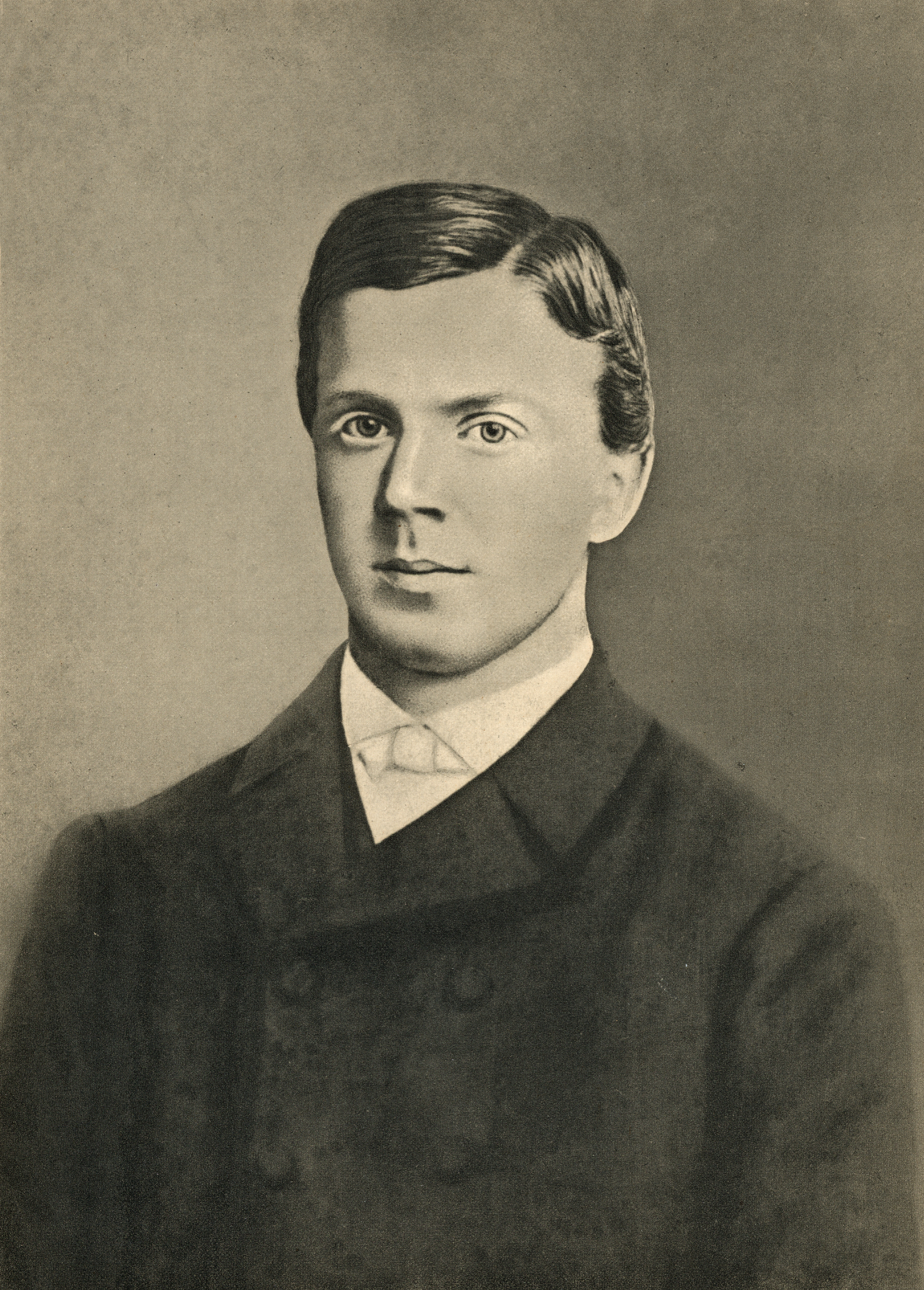
Rikard Nordraak

Rikard Nordraak (12 de junho de 1842 - 20 de março de 1866) foi um compositor norueguês. Ele é mais conhecido como o compositor do hino nacional norueguês, "Ja, vi elsker dette landet".
Com o seu patriotismo apaixonado e grande amor pela música popular, a principal contribuição de Nordraak para a história da música norueguesa foi em ser uma inspiração para compositores contemporâneos, como Grieg. Quando Grieg soube da morte de Nordraak, ele compôs a Marcha Fúnebre em Memória de Rikard Nordraak (Sørgemarsj sobre Rikard Nordraak). Parte da história da sua vida foi dramatizada no musical Song of Norway .

## Outras fontes
- Grinde, Nils A History of Norwegian Music (University of Nebraska Press. 1991)